# Итальянский философский устав
Итальянский философский устав (итал. Rito Filosofico Italiano) (ИФУ) — один из редких масонских уставов, который был основан в Италии в 1909 году. Устав с самого начала стал средством передачи через масонский ритуал идей о римском «Caput Mundi», в той форме в которой это представил Джузеппе Мадзини, и в которой всегда представлялась идея о универсальности «Третьего Рима» (который станет маяком для всего мира и духовной эклектики), после римских цезарей и пап.

## Формирование устава
На формирование устава повлияли мастер Амедео Рокко Арментано — представитель древнего рода хранителей пифагорейской школы, и его прямой ученик — Артуро Регини, математик, философ и филолог, а также Эдуардо Фросини — энтузиаст, человек который своей активной деятельностью по созданию устава способствовал его становлению. Фросини также имеет бесспорные заслуги в привнесении идеи о Верховном Божестве в ИФУ.
Другим не менее деятельным участником в формировании устава стал Куирико Филопанти, член болонской ложи, который внёс философские идеи в устав взятые из его собственных сочинений о политическом устройстве. Подобные политические идеи сохранятся в уставе вместе с нео-языческими тенденциями Регини, который также оставил свой след в формировании основной концепции устава после непродолжительного пребывания в нём.
Три упомянутые фигуры стали ключевыми деятелями в формировании устава, поддерживавшими и развивавшими его основные идеи.
ИФУ стал в некотором роде символическим выражением идей Рисорджименто, и итальянцы, которые приняли участие в нём, снова начали мечтать и работать для пробуждения antiquissima Italorum Sapientia.
Привнесение политики в устав в ранние годы, наряду с внутренними ссорами, безусловно сказались на его развитии. Группа созданная во Флоренции Папини и Преццолини, под влиянием культуры националистически чужеродной, если не враждебной масонскому универсализму, оказала пагубное влияние на устав. Подобное вмешательство стало пустым и не привнесло ничего в развитие его.
«Пробуждение» (восстановление) устава состоялось в ноябре 1999 года. Микеле Морамарко об этом писал так: Устав посвящён изучению древней итальянской духовной традиции, даже до-римской, и относится прежде всего к идеям христианского платонизма академии Марсилио Фисино. Устав включает в некоторых частях «нео-языческие» идеи.
В преамбуле устава написано:
«Итальянский философский устав, который был основан в 1909 году и восстановлен в 1999 году, является одним из традиционных полюсов масонства и привлекает, прежде всего, универсальностью итальянских традиций. Он берёт своё начало из самых сложных источников (короля Нума, культуры Виллановы, этрусков, самнитов и т. д.), обращается к современным последователям пифагорейства и герметизма, заимствует лучшее из духовности Персии, Египта и христианского Рима. Новая доктрина жизни выражается в различных идеальных представлениях, которые привнесли разные мыслители, такие как Валентино и Джустино. Она проявилась в идеях христианского платонизма, ренессанс которого состоялся благодаря Марсилио Фисино в его Флорентийской академии неоплатонизма. Основные концепции христианского платонизма специально были введены в Итальянский философский устав.

## Степени устава
- 4 — Мастер десяти
- 5 — Рыцарь розы и креста италийский
- 6 — Мастер великого делания
- 7 — Князь [поставленный][3]